# Conky (software)
Conky es un software monitor del sistema libre y de código abierto para el sistema de ventanas X. Está disponible para Linux, FreeBSD, y OpenBSD. Conky es altamente configurable y permite monitorear algunas variables del sistema incluyendo el estado de la CPU, memoria disponible, espacio en la partición de intercambio, almacenamiento en disco, temperaturas, procesos, interfaces de red, batería, mensajes del sistema, bandejas de correo, actualizaciones de Arch Linux, algunos reproductores de audio populares (MPD, XMMS2, BMPx, Audacious, etc.), estado del tiempo, noticias, y mucho más. Contrario a los monitores del sistema que usan widgets de alto nivel para renderizar la información, Conky es dibujado directamente en una ventana X. Esto le permite consumir relativamente menos recursos del sistema cuando son configurados similarmente.
Conky ha sido nombrado como "uno de los mejores programas mejor mantenidos, y definitivamente uno de los más útiles programas en el mundo del código abierto" por Linux Magazine.
Conky viene preconfigurado en la instalación por defecto de Pinguy OS y BunsenLabs (anteriormente CrunchBang Linux).

## Historia
Conky es una bifurcación de torsmo, un monitor de sistema que ya no es mantenido actualmente. Torsmo, por otro lado, continúa siendo usado en sistemas donde son preferidas las aplicaciones que ocupan menos recursos. Damn Small Linux, por ejemplo, ejecuta torsmo en el escritorio del usuario root en la instalación por defecto, o en el Live CD. Conky toma su nombre de un personaje de un programa de TV canadiense llamado Trailer Park Boys.

## Usos comunes
Mientras Conky es usado como monitor de sistema, también puede ser usado para mostrar otro tipo de información y puede ser extendido con el lenguaje de programación Lua.
Conky ha sido portado a dispositivos como el Nokia N900, y puede ser portado a prácticamente cualquier sistema con GCC y una implementación X11. Los usuarios pueden crear y distribuir scripts personalizados, demostrando la modularidad y versatilidad de Conky en funciones y apariencia. Un hilo en los foros de Ubuntu ha llegado a más de 2,000 páginas de usuarios compartiendo sus configuraciones.

## Ejemplo de uso
Una simple configuración para Conky que muestra la hora en el escritorio, actualizándose cada segundo del usuario es la que sigue:
```
update_interval 1

own_window yes
own_window_type desktop

use_xft yes
xftfont DejaVu Sans:size=14

alignment bottom_right

TEXT
${time %H:%M} 
```

La localización del archivo de configuración del usuario está en $HOME/.conkyrc o ${sysconfdir}/conky/conky.conf. En la mayoría de sistemas, "sysconfdir" es /etc, y el archivo de configuración está en (/etc/conky/conky.conf)

## Ejemplos
|                           |
| Conky en Ubuntu 10.04 LTS |

|                     |
| Conky en Arch Linux |

|                    |
| Conky en Fedora 14 |

|                                           |
| Conky en Ubuntu 12.04 en forma de naranja |

|                                  |
| Conky en Crunchbang with Openbox |

|                                    |
| Conky en Elementary OS Freya 0.3.2 |

- Datos: Q2544174
- Multimedia: Conky / Q2544174